# Setaria orthosticha
Setaria orthosticha är en gräsart som beskrevs av Karl Moritz Schumann och R.A.W.Herrm. Setaria orthosticha ingår i släktet kolvhirser, och familjen gräs. Inga underarter finns listade i Catalogue of Life.